# Zespół rozrostu bakteryjnego jelita cienkiego
Zespół rozrostu bakteryjnego jelita cienkiego, zespół przerostu flory bakteryjnej jelita cienkiego, dysbakterioza przewodu pokarmowego (ang. small intestinal bacterial overgrowth, SIBO) – zespół chorobowy przebiegający z nadmiernym rozrostem w jelicie czczym flory bakteryjnej typowej dla jelita grubego, który powoduje zaburzenia trawienia oraz wchłaniania pokarmów, a zwłaszcza tłuszczów i witaminy B12.

## Patomechanizm choroby

Escherichia coli – na zdjęciu widoczna w mikroskopie elektronowym – bakteria powszechnie izolowana u pacjentów z zespołem rozrostu bakteryjnego

U zdrowego człowieka w żołądku, dwunastnicy i początkowym odcinku jelita cienkiego występuje jedynie nieznaczna liczba bakterii – pojawiają się rodzaje-: Streptococcus, Lactobacillus, Veillonella, Clostridium i Neisseria. W jelicie krętym z kolei znajduje się nieco większa ilość drobnoustrojów i zaczynają tu dominować bakterie względnie lub bezwzględnie beztlenowe (Bacteroides, Bifidobacterium, Escherichia coli). Duża ilość bakterii znajduje się dopiero w jelicie grubym (flora taka jak w jelicie krętym oraz Clostridium). Fizjologicznie bakterie bytujące w jelicie grubym nie powinny kolonizować jelita czczego i proksymalnie od niego położonych odcinków przewodu pokarmowego. Stan taki utrzymywany jest dzięki kilku mechanizmom:
- sok żołądkowy o niskim pH, który zabezpiecza jelito cienkie przed przedostawaniem się bakterii docierających drogą pokarmową do żołądka, działając bakteriobójczo
- sok trzustkowy zawierający enzymy działające również bakteriobójczo
- motoryka jelita cienkiego – ruch jelit powodujący przesuwanie w ich świetle treści powoduje usuwanie nadmiaru bakterii do dalszych odcinków przewodu pokarmowego
- śluz pokrywający nabłonek jelita cienkiego, który wiąże komórki bakteryjne
- immunoglobulina A znajdująca się w błonie śluzowej jelita cienkiego
- zastawka krętniczo-kątnicza, czyli połączenie między jelitem krętym a grubym zapobiegające cofaniu się treści oraz bakterii z jelita grubego

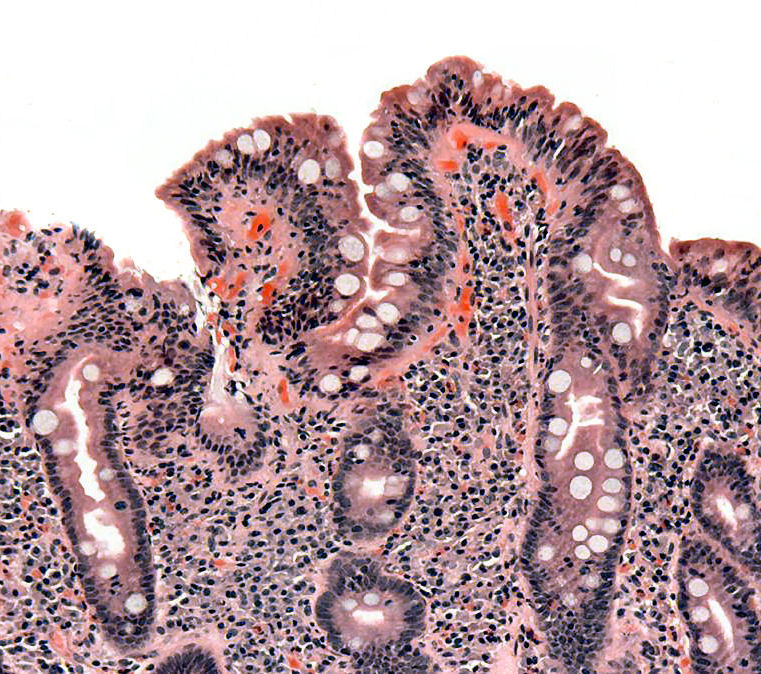
Obraz mikroskopowy materiału pobranego w trakcie biopsji jelita cienkiego u pacjenta z zespołem rozrostu bakteryjnego może być podobny do obrazu w celiakii z częściowym uszkodzeniem kosmków

Zaburzenie któregokolwiek z powyższych mechanizmów może doprowadzić do rozrostu flory bakteryjnej w jelicie czczym, co w efekcie skutkuje zapoczątkowaniem szeregu procesów powodujących objawy chorobowe:
- rozpad cząsteczek soli kwasów żółciowych – prowadzi to do zaburzeń trawienia tłuszczów i w konsekwencji powoduje biegunkę tłuszczową oraz upośledzenie wchłaniania witamin rozpuszczalnych w tłuszczach (A, D, E, K)
- zużycie witaminy B12 przez bakterie, co prowadzi do niedokrwistości megaloblastycznej i innych objawów niedoboru witaminy B12
- uszkodzenie kosmków jelitowych przez enzymy oraz produkty reakcji metabolicznych zachodzących w komórkach bakteryjnych – zaburza to wchłanianie cukrów poprzez upośledzenie działania disacharydaz
- zwiększenie wchłaniania antygenów bakteryjnych z jelita do krwi – powoduje to powstawanie w organizmie człowieka kompleksów antygen-przeciwciało i skutkuje związanymi z tym zaburzeniami (np. zapalenie stawów, kłębuszkowe zapalenie nerek, rumień guzowaty)

## Przyczyny

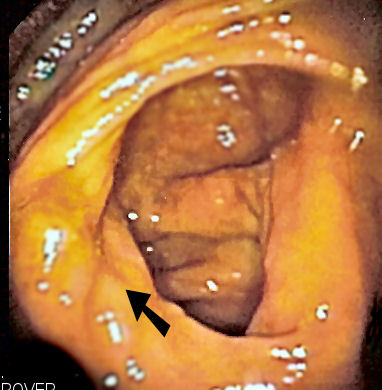
Zastawka krętniczo-kątnicza stanowi zabezpieczenie przed cofaniem się bakterii z jelita grubego do krętego. Resekcja zastawki może prowadzić do zespołu rozrostu bakteryjnego.

Do upośledzenia mechanizmów zabezpieczających jelito cienkie przed nadmierna kolonizacją przez bakterie mogą prowadzić:
- wrodzone i nabyte nieprawidłowości anatomiczne jelit – uchyłki jelita, przetoki jelitowe, zwężenie jelita, zdwojenie jelita, stan po operacyjnym usunięciu zastawki krętniczo-kątniczej. Szczególną postacią zespołu rozrostu bakteryjnego związanego z nieprawidłowościami anatomicznymi jest zespół ślepej pętli[4] (ang. blind loop syndrome), do którego dochodzi po operacyjnym wytworzeniu ślepo zakończonej pętli jelitowej w trakcie zespolenia żołądkowo-czczego metodą Billroth II[5], zespolenia omijającego czczo-krętniczego w leczeniu otyłości olbrzymiej[6] czy zespolenia żołądkowo-czczego Roux-en-Y[7]
- zaburzenia motoryki jelit – zespół rzekomej niedrożności jelit, neuropatia cukrzycowa w zakresie autonomicznego układu nerwowego, twardzina
- zaburzenia odporności – wrodzone oraz nabyte np. AIDS, niedożywienie, przewlekłe choroby prowadzące do wyniszczenia (kacheksja)
- stany prowadzące do zwiększenia pH soku żołądkowego – achlorhydria, długotrwała terapia inhibitorami pompy protonowej lub antagonistami receptora H2, leczenie operacyjne choroby wrzodowej
- podeszły wiek[8]
- według niektórych doniesień zespół jelita drażliwego[9]

## Objawy
Nasilenie objawów zależne jest od rozmieszczenia zmian w jelicie czczym, im bliższy odcinek jelita czczego zajęty jest przez nadmiernie rozrośniętą florę bakteryjną, tym przebieg choroby jest cięższy. Obserwuje się następujące objawy:
- biegunka tłuszczowa lub o charakterze wodnistym – utrzymująca się przewlekle
- niedokrwistość jako skutek niedoboru witaminy B12 i żelaza[10]
- spadek masy ciała
- ból brzucha
- wzdęcie
- ataksja
- neuropatia obwodowa
- obrzęki będące wynikiem enteropatii z utratą białek
- objawy niedoboru witaminy D – osteomalacja, osteoporoza, krzywica (u dzieci), tężyczka
- objawy niedoboru witaminy A – ślepota zmierzchowa, zaburzenia dotyczące naskórka
- objawy związane z zaburzeniami układu immunologicznego związanymi z przedostawaniem się zwiększonej ilości antygenów bakteryjnych z jelita do krwi – rumień guzowaty, osutka, zapalenie stawów (np. zapalenie stawów wywołane jelitowym zespoleniem omijającym u chorych z zespołem ślepej pętli wywołanym wytworzeniem zespolenia jelitowo-jelitowego)

U wielu osób z zespołem rozrostu bakteryjnego nie stwierdza się żadnych objawów chorobowych

## Badania dodatkowe

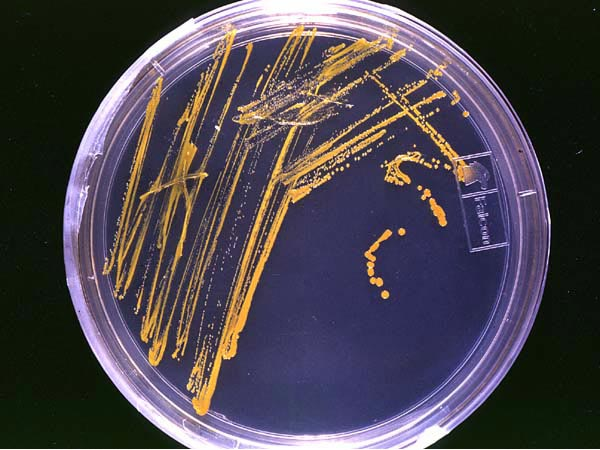
Pobranie materiału z jelita czczego i wykonanie jego posiewu uważane jest za podstawową procedurę diagnostyczną zespołu rozrostu bakteryjnego. Stwierdzenie ponad 10^{5} CFU w 1 ml pożywki potwierdza rozpoznanie.

W badaniach laboratoryjnych krwi stwierdza się niedokrwistość makrocytarną, hipoalbuminemię oraz inne niespecyficzne zaburzenia zależne od uszkodzenia poszczególnych narządów. Badanie rentgenowskie przewodu pokarmowego może ujawnić wady anatomiczne w jego zakresie, a więc uchyłki, „ślepą pętlę”, zwężenia jelit, przetoki. W badaniu histopatologicznym stwierdza się częściowy zanik kosmków jelitowych oraz komórki zapalne naciekające blaszkę właściwą błony śluzowej.
Potwierdzenie biegunki tłuszczowej można uzyskać barwiąc kał roztworem sudanu, co pozwala uwidocznić kropelki tłuszczu pod mikroskopem. W celu określenia wchłaniania witaminy B12 można wykonać test Schillinga.
Bardzo istotnym badaniem jest wykonanie posiewu treści jelitowej. Materiał do posiewu pobiera się w trakcie badania endoskopowego lub specjalną sondą zakładaną przez nos i umieszcza na odpowiednich podłożach. Po upływie czasu potrzebnego do wykonania posiewu stwierdzenie ilości bakterii beztlenowych lub Escherichia coli powyżej 105 CFU bakteryjnych w 1 ml pożywki upoważnia do rozpoznania zespołu rozrostu bakteryjnego.
Najczęściej hodowane w posiewach bakterie stwierdzane u pacjentów z rozrostem bakteryjnym w jelicie cienkim to: Lactobacillus, Streptococcus, Escherichia coli, Staphylococcus, Bacteroides, Clostridium i Veillonella.
W diagnostyce wykorzystuje się również testy oddechowe, dzięki którym mierzy się w wydychanym przez pacjenta powietrzu wydalanie dwutlenku węgla lub wodoru produkowanego przez bakterie znajdujące się świetle jelita w czasie przemian metabolicznych zachodzących w ich komórkach. Testy te mają ograniczoną czułość i swoistość.

## Leczenie
Najważniejsze w leczeniu jest usunięcie w miarę możliwości przyczyny wywołującej zespół rozrostu bakteryjnego.

### Antybiotykoterapia
Leczenie prowadzi się przez 2–4 tygodnie stosując antybiotyki działające na tlenowe i beztlenowe bakterie Gram-ujemne, w przypadku nawrotu powtórna terapia trwa 4–8 tygodni. Jako leki pierwszego rzutu podaje się zwykle metronidazol w połączeniu z doksycykliną. Do najczęściej stosowanych leków należą: metronidazol, doksycyklina, tetracyklina, amoksycylina w połączeniu z kwasem klawulanowym, cyprofloksacyna, norfloksacyna, kotrimoksazol, wankomycyna. Pojawiły się doniesienia o skutecznym i bezpiecznym zastosowaniu w rozroście bakteryjnym ryfaksyminy.

### Uzupełnienie niedoborów
W zależności od stwierdzanych objawów uzupełnia się niedobory witamin A, D, E i B12. Witaminy K nie uzupełnia się mimo zaburzeń jej wchłaniania ze względu na produkcję tej witaminy przez kolonizującą jelito florę bakteryjną.

### Inne leki
Stosuje się probiotyki oraz cholestyraminę, która poprzez wiązanie kwasów żółciowych działa przeciwbiegunkowo.

### Leczenie żywieniowe
Zaleca się ograniczenie spożycia laktozy i podawanie preparatów zawierających średniołańcuchowe trójglicerydy.

### Leczenie chirurgiczne
Stosuje się zabiegi mające na celu skorygowanie anatomicznych (w tym jatrogennych) przyczyn zespołu rozrostu bakteryjnego.